# Левчук, Игор
Игор Левчук (пол. Igor Lewczuk; 30 мая 1985, Белосток, Польша) — польский футболист, защитник клуба «Легия». Выступал за сборную Польши.

## Биография

### Клубная карьера
Профессиональную карьеру начинал в низших лигах Польши. Первой командой игрока стал клуб «Хетман» из его родного города, выступавший в четвёртом дивизионе. В 2006 году перешёл в клуб третьего дивизиона «Знич». В первом же сезон стал победителем лиги и перешёл с клубом во второй дивизион. В следующем сезоне отыграл за «Знич» 32 матча и забил 3 гола во второй лиге. Летом 2008 года подписал контракт с клубом Экстраклассы «Ягеллония». В новом клубе начинал выступать в качестве игрока основы, однако в сезоне 2010/2011 потерял место в составе и зимой 2011 года был отдан в аренду на полгода в клуб второго дивизиона «Пяст». После возвращения в «Ягеллонию» был вновь отдан в аренду на целый сезон в клуб «Рух». По окончании аренды подписал с клубом полноценный контракт. Летом 2013 года перешёл в «Завишу», с которой стал обладателем Кубка Польши. Летом 2014 года подписал контракт с клубом «Легия», с которым выиграл чемпионат Польши. 31 августа 2016 года подписал двухлетний контракт с французским клубом «Бордо».

### Карьера в сборной
Дебютировал за сборную Польши 18 января 2014 года в товарищеском матче со сборной Норвегии, в котором вышел на замену на 2-й компенсированной минуте вместо Якуба Вавжиняка. Два дня спустя вышел в стартовом составе на следующий товарищеский матч против сборной Молдавии и был заменён на 81-й минуте. В 2016—2017 годах вновь стал вызываться в сборную, однако на поле больше не выходил.

## Достижения
«Знич»
- Победитель третьей лиги: 2006/2007

«Ягеллония»
- Обладатель Кубка Польши: 2009/2010

«Завиша»
- Обладатель Кубка Польши: 2013/2014

«Легия»
- Чемпион Польши: 2015/2016
- Обладатель Кубка Польши (2): 2014/2015, 2015/2016